# Гюлистан-Баяты-Шираз
Гюлистан-Баяты-Шираз — симфонический мугам, написанный в 1971 году азербайджанским композитором Фикретом Амировым. Третье произведение Амирова в этом жанре, созданное им спустя долгие годы после первых двух — «Шур» и «Кюрд-овшары», которые получили широкое признание. В отличие от предыдущих симфонических мугамов, в «Гюлистан- Баяты-Шираз» композитор более свободно относится к мугаму, стремится по большей части к сохранению его эмоциональной среды, мелодично-ритмичных особенностей, а не структуры и последовательного развития. Автор уже не придерживается традиционных основ. В третьем симфоническом мугаме не указаны разделы, также прослеживается более свободное отношение к мелодической форме, мугамному мелосу.
Произведение впервые прозвучало 8 октября 1971 года в большом зале Московской государственной консерватории имени П. И. Чайковского в рамках VII Международного музыкального конгресса, организованного ЮНЕСКО на тему «Музыкальная культура народов, традиции и современность». Его исполнил Большой симфонический оркестр Всесоюзного
радио (ныне — Большой симфонический оркестр имени П. И. Чайковского) под руководством Геннадия Рождественского.

## Историко-культурный фон
Слово «мугам» в азербайджанской музыке используется в двух значениях: лада и музыкальной композиции, основанной на ладе. В первом случае различным образом используются интонационные повороты, присущие определённому ладу, и ритмическая свобода. Начиная со времён Узеира Гаджибекова, этот путь характерен для большинстваm азербайджанских композиторов.
Во втором же случае мугам используют как независимую музыкальную форму; в целом, за основу берутся закономерные свойства, присущие всем мугамам. В этом направлении первенство полностью принадлежит Фикрету Амирову. В действительности, Амиров заложил основу нового направления в азербайджанской профессиональной музыке, нового уникального жанра мирового музыкального искусства — симфонического мугама. Неслучайно, что после Ф.Амирова другие азербайджанские композиторы также решили написать симфонические мугамы — Ниязи («Раст»), С.Алескеров («Баяты-Шираз»).
Среди азербайджанских мугамов наиболее глубоким лиризмом отличается «Баяты-Шираз». К ладовой структуре этого мугама, который Узеир Гаджибеков называл «выражающим чувство печали», обращались все азербайджанские композиторы, начиная с самого Гаджибекова. Попытки написать и обработать отдельные фрагменты и все части «Баяты-Шираза» были предприняты ещё в начале XX века. Джахангир Джахангиров смог обработать этот мугам для Азербайджанского оркестра народных инструментов. В 1962 году Н.Мамедову удалось полностью перенести на ноты «Баяты-Шираз». Н.Аливердибеков в своём произведении для хоровой капеллы постарался представить ещё одно свойство этого мугама. В партитуру написанного Фарадж Караев в 1966 году произведения «Музыка для камерного оркестра, органа и ударных инструментов» была включена органная импровизация. Наконец, после всего этого, к этому мугаму обратился Фикрет Амиров и написал симфонический мугам «Гюлистан-Баяты- Шираз».

## История
Третий симфонический мугам композитора «Гюлистан Баяты-Шираз» был написан спустя долгие годы после первых симфонических мугамов «Шур» и «Кюрд-овшары», получивших широкое признание. Перед Ф.Амировым, решившим в третий раз обратиться к этому жанру, стояло несколько задач: не повторить предыдущие мугамы, более творчески подойти к народному искусству, обогатить симфонизацию.
Композитор посвятил это произведение восточным поэтам Саади и Хафизу. В этом плане название произведение символично. Родиной обоих поэтов был Шираз, а одна из наиболее известных поэм Саади называлась «Гюлистан» (в переводе на русский — «райский сад»). Работая над мугамом, автор посетил родину и могилы этих поэтов. Впечатления от этой поездки помогли Ф.Амирову более уверенно и подробно выразить свою мысль.
Симфонический мугам «Гюлистан Баяты-Шираз» своим художественным содержанием и музыкальным языком представляют высшую стадию творческих поисков композитора в этом жанре.

### Премьера
Произведение было включено в программу VII Международного музыкального конгресса, организованного ЮНЕСКО на тему «Музыкальная культура народов, традиции и современность» и впервые прозвучало 8 октября 1971 года в большом зале Московской государственной консерватории имени П. И. Чайковского. «Гюлистан Баяты-Шираз» был исполнен Большим симфоническим оркестром Всесоюзного радио (ныне — Большой симфонический оркестр имени П. И. Чайковского) под руководством Геннадия Рождественского. Вокальную партию исполнила солистка Московской государственной филармонии Тамара Бушуева. Дирижёр Геннадий Рождественский так говорил о премьере произведения:

Слушать азербайджанскую музыку, истинным поклонником которой я являюсь, всегда праздник для меня. Но сегодня у меня двойной праздник. Я стал свидетелем появления нового произведения моего азербайджанского друга Фикрета Амирова. Я чувствую себя счастливым ещё и потому, что первое исполнение нового симфонического мугама было
доверено мне. «Баяты-Шираз» – удивительное музыкальное произведение, интересное своей формой и множеством художественных средств выражения. Это подтверждает и то, что
слушатели встретили автора бурными аплодисментами. Фикрета Амирова неоднократно вызывали на сцену.

## Форма
«Гюлистан Баяты-Шираз» начинается с тяжёлого, повествовательного вступления.
Соло контрабасов как бы отражает далёкое прошлое. Эту таинственную, эпичную тему сменяет ренг (музыкально-инструментальное построение танцевально-подвижного характера, ритмически чёткое и квадратное по своей структуре) «Уззал». В целом, симфонический мугам «Гюлистан Баяты-Шираз» состоит из трёх разделов, а четвёртый и пятый являются повторением первых двух на октаву выше. В этом произведении можно отметить даже черты сонатной формы.
Основная тема носит экспрессивный характер и построена на мугамных интонациях. Вспомогательная лирическая тема отдана меццо-сопрано. Тема звучит в ладе чахаргях. Она взята из древнеперсидской музыки, исполняемой по тексту Хафиза. Центральный раздел мугама построен на материале ашугских наигрышей и танца «Джанги».
Раздел, несущий функцию ренга, построен на тексте, напоминающем ашугскую песню. Здесь несвойственный народной музыке тактовый размер 5/8 чередуются с другими размерами 7/8, 8/8. Это свойство придаёт музыке современность.
В целом, композитор в этом симфоническом мугаме не довольствуется лишь ладом «Баяты-Шираз». Например, раздел, основанный на ашугских наигрышах, исполнен в ладе «Шур», а «Вагзалы-Мирзейи» — в ладе «Сегях».
В завершении мугама проходит ренг и повторяется тема вступления. Это свойство присуще и симфоническому мугаму «Шур». «Гюлистан Баяты-Шираз» является очередным примером координации двух систем художественного мышления, творческого использования традиций мугама. Здесь в интерпретации мугама, его мелодических и ритмических особенностей, закономерностей формы и создания наблюдается больше свободы.

## Исследование

### Использование народной музыки
По сравнению с двумя предыдущими симфоническими мугамами, в «Гюлистан Баяты-Шираз» композитор более свободно подходит к мугаму, стремится больше сохранить общую эмоциональную среду, мелодико-ритмические особенности мугама, нежели его структуру и последовательное развитие. Автор уже не придерживается традиционных основ. В третьем симфоническом мугаме не указаны разделы, также прослеживается вольное отношение к мелодической форме, мугамному мелосу. Здесь автор в основном заимствует методы развития народной мызыки. В произведении сохранён свойственный мугамам принцип контрастности.
Отношение Фикрета Амирова к мугаму изначально обладает одной важной особенностью: в мугамах он видел не устаревшие традиции национального искусства, а ветвь народного творчества, которая всегда была свежа и полна жизни. Композитор, тонко понимающий богатство выразительности народной музыки, многократно углубляет её образное и эмоциональное содержание средствами и методами профессионального искусства. Например, мастерски используя контрастную и имитационную полифонию, он обогащает жанр мугама. Кроме того, Ф.Амиров ещё в первых своих работах доказал, что в различных частях мугама, как и в схеме классической композиции — рондо, может применяться схема повтора основной темы в своей тональности с разным содержанием. Таким образом, композитор в своих симфонических мугамах проявляет талант не только стилизовать архаичные формы народной музыки или овладеть внешним воздействием этих форм, но и раскрыть её внутренний потенциал, организуя творческое решение темы на основе мотивов народной музыки.
Свободная трактовка мугама отчётливо ощущается в различных составляющих композиции. Например, при выборе ренгов и теснифов в соответствии с темой. Композитор расширяет существующие рамки мугама, добавляя к этим его частям материалы, относящиеся к другим народам и жанрам. Например, используя слова Хафиза в вокализах, исполняющих художественную функцию теснифа, он обращается к древнеперсидских песням. Это также способствует более прочной связи симфонического мугама с художественным источником.
Одно из качеств, привлекающих внимание в «Гюлистан Баяты-Ширазе», — это включение мугама в другие ладовые материалы. Это качество стал новшеством в творчестве Фикрета Амирова. Продолжительное пребывание в одной ладовой сфере несвойственно для творческого стиля композитора. Напротив, частые и неожиданные модуляции от одного лада к другому — характерная черта его музыкального мышления. Однако если в предыдущих симфонических мугамах автор осторожно использует переходы от одних ладов к другим, и они более короткие, то в «Гюлистан Баяты-Шираз» он уже более решителен.
Хотя некоторым моментам уделяется много внимания, логика развития мугама требует от композитора возврата к основной ладовой структуре. Поэтому автор вполне оправданно возвращается к ладу, на который опирается, повторяя при этом ранее озвученные в мугаме темы. Однако, возвращаясь к этим темам, он меняет их последовательность. Эта драматургическая особенность привносит контуры симметричной конструкции в форму мугама.
Сам Ф.Амиров так говорил о том, что именно нового он привнёс в этот созданный им уникальный музыкальный жанр произведением «Гюлистан Баяты-Шираз»: «Я по-прежнему сохраняю лад, но гармонически значительно его расцвечиваю: на его опорных тонах ввожу более разнообразные гармонии. Они снимают известную монотонию лада. По-прежнему придерживаюсь системы мугамных отклонений, но обостряю их, подчас смело модулирую. Я чаще и изобретательнее стал применять приём зарби, стимулирующий полифонию. В основной мугам включаю интонационные ячейки из других мугамов, а также ашугские наигрыши, мелодии песенного, танцевального характера… В последнем мугаме я поставил перед собой задачу выдержать его в трёхчастной форме с элементами сонатного аллегро, использовать приёмы репризности, преобразования тем в традициях симфонизма».

### Симфонизация
«Гюлистан Баяты-Шираз», будучи продолжением поисков композитора в этом направлении, также обладает определённым сходством с принципом композиции, который мы видим в предыдущих симфонических мугамах. Однако автор, опираясь в этом произведении на свой опыт, несколько иначе решил проблему симфонизации произведения. Творческие изыскания побуждают автора подойти к материалам мугама с новой стороны. В отличие от других симфонических мугамов, композитор берёт за основу свободную интерпретацию народного жанра. Для композитора более важно не точное следование композиционной схеме мугама, а выражение общей эмоциональной атмосферы мугамного мелоса и его мелодической, ритмической и психологической насыщенности. Таким образом, если в двух предыдущих симфонических мугамах автор сохраняет традиционную первооснову и осторожно относится к применению мирового композиторского опыта, то в новом мугаме он отходит от этой традиции. Иныси словами, композитор стремится к большей симфонизации музыкального материала и, вместе с тем, полностью подчиняет его эмоционально-образному содержанию мугама «Баяты-Шираз».
Композитор сохранил в этом произведении основные приёмы вариантно-секвенционного развития и свободного движения темы, что свойственно народному мугаму. Но повсеместно можно заметить многочисленные дополнительные качества, присущие почерку автора.
Ещё одна особенность симфонического мугама «Гюлистан Баяты-Шираз» состоит в том, что цитаты из мелоса здесь приводятся не в деталях, а в форме небольших тезисов. Автор, используя те или иные линии, заимствованные из народной музыки, в виде эскизов, развивает мотив путём его усовершенствования. Этот принцип отчётливо прослеживается в разработке как первого ренга, связанного с общим сюжетом, так и в производящей впечатление реминисценции разработке народной танцевальной мелодии «Мирзейи», а также в других мотивах развития мугама. Таким образом, раскрываются новые свойства самого жанра народной музыки и становятся заметны новые возможности выражения. В итоге жанр становится более динамичным, мугам дышит воздухом современности.
Интересный фрагмент этого мугама — соло фортепиано. Этот раздел построен на интонации шобе (части) «Уззал». Неслучайно и то, что композитор поручил этот раздел фортепиано. В
одном из своих интервью Ф.Амиров, отмечая, что воспринимает рояль близким к тару инструментом, подчёркивал, что на этом инструменте удобно исполнять свойственные технике тара пассажи, оттенки и образы, присущие мугаму.
Композитор, профессор Фирангиз Ализаде, говоря о «Гюлистан Баяты-Шираз», подчёркивает:

Сила эмоционального воздействия этого произведения очень велика, оно никого не оставляет равнодушным
Симфонический мугам «Гюлистан-Баяты-Шираз» достойно продолжает новую симфоническую концепцию и художественный поиск предыдущих симфонических мугамов Ф.Амирова. Музыковед Борис Ярустовский пишет:

«Гюлистан Баяты-Шираз» был новым шагом на пути развития восточного симфонизма, потому что отличался от своих предшественников. Музыкальное содержание этого произведения заключалось не просто в симфоническом исполнении мугама, являющегося жанром народным творчеством. Оно было создано тонким воображением великого композитора, привнёсшего в мугам многочисленные новшества, и дало мугаму новую жизнь.

### Использование вокальных элементов
Ещё одно существенное новшество симфонического мугама «Гюлистан Баяты-Шираз» — использование в нём вокальной партии (меццо-сопрано). Композитор впервые приходит к мнению, что новый симфонический мугам не должен быть лишь инструментальным произведением. Он вводит в партитуру «Баяты-Шираз» вокальную партию меццо-сопрано, на которой строится центральная часть мугама.
Включение вокала в симфоническое произведение с одной стороны соответствует традициям, существующим в народном творчестве, а с другой — содержит в себе символическую мысль, связанную с образцом поэзии, составляющим основную тему симфонического мугама.
Учитывая, что тема любви занимает особое место в древневосточной поэзии, композитор, вводя в произведение женский голос, олицетворяющий любовь, хотел показать эту самую высокую поэзию. Вокальный голос как в виде соло, так и необычного тембрального оттенка помогает более осмысленному и проникновенному звучанию оркестра.
В последующих редакциях произведения Фикрет Амиров заменил партию вокала партией трубы (карнай). Эта поправка облегчает проблему исполнения произведения за пределами Азербайджана. Передаваемая посредством вокального монолога грусть усиливается и в итоге превращается в выражение общечеловеческой печали. Это является чертой, составляющей кульминационную точку в драматургическом развитии симфонического мугама.

## В популярной культуре
В 1972 годы был снят документальный фильм о симфоническом мугаме «Гюлистан Баяты-Шираз» и его премьере в Москве («Азербайджантелефильм», режиссёр — Ариф Газиев, автор сценария — Исхаг Ибрагимов).
В 1997 года на чемпионате мира по фигурному катанию в Лозанне (Швейцария) американская фигуристка Мишель Кван выступила под музыку из «Гюлистан Баяты-Шираз».